# Енсинал (Тексас)
Енсинал (енгл. Encinal) град је у америчкој савезној држави Тексас. По попису становништва из 2010. у њему је живело 559 становника.

## Демографија
Према попису становништва из 2010. у граду је живело 559 становника, што је 70 (11,1%) становника мање него 2000. године.
| Група             | 2000.       | 2010.       |
| Белци             | 53 (8,4%)   | 48 (8,6%)   |
| Афроамериканци    | 1 (0,2%)    | 6 (1,1%)    |
| Азијати           | 0 (0,0%)    | 0 (0,0%)    |
| Хиспаноамериканци | 574 (91,3%) | 501 (89,6%) |
| Укупно            | 629         | 559         |